# Buddhas barn
Buddhas barn er en dokumentarfilm, der er instrueret af Christina Rosendahl.

## Handling
I 1978 rejste den danske hippiepige Pia Rasmussen til Indien. I et tempel blev hun forført af en tibetansk mystiker. Ni måneder senere fødte hun en søn, som af lærde buddhister blev udpeget som 'tulku', dvs. en bevidst genfødsel af Dalai Lamas lærermester. Sønnen har tilbragt sit liv i et indisk kloster. Her har han fået en buddhistisk opdragelse, som skal forberede ham til en tilværelse som religiøst overhoved for tusindvis af mennesker. Men Pia Rasmussen føler i dag, at hun har mistet sit barn. Buddhas barn er en dokumentarisk historie om, at hippietidens idealer om frihed, kærlighed og selvrealisering har haft store konsekvenser. Og om, at der bag buddhismens filosofi er nogle helt almindelige, skrøbelige mennesker.

## Medvirkende
- Lhamo Topgyal
- Jhang Chub Nyima
- Pia Rasmussen